# Гільбоа
Гільбоа (івр. גלבוע Гільбоа, івр. הר הגלבוע гори Гільбоа) — гірський хребет в долині Ізреел в Ізраїлі. Хребет простягається зі сходу на захід і розташований на захід від річки Йордан. Назва Гільбоа згадується в Старому Завіті.

## Географічне положення
Гірський кряж довжиною близько 20 кілометрів і висотою 550 метрів над рівнем моря є самою північно-східною частиною Самарії і південним кордоном Ізреельскої долини. На гірському хребті знаходяться національні парки, серед них Ган га-шлоша (Сад трьох), Захне у якому є теплі джерела. На підніжжі Гільбоа нараховують близько 40 джерел, частково із солонуватою водою.

## Біблійна історія
Тут сходилися кордони трьох племен Ізраїля — Іссахара, Завулона і Манасії. Гора пов'язана з ім'ям царя Саула, який воював і загинув тут разом зі своїми синами, в тому числі Йонатаном, товаришем Давида, майбутнього царя Ізраїлю. Тіла загиблих були виставлені філістимлянами на міських стінах Бейт-Шеана. Всі навколишні єврейські поселення названі іменами дітей царя Саула, наприклад, кібуц Мерав. Тут же проповідувала пророчиця Девора і надихала на бій полководця Барака. У 1250 році у битві у підніжжя Гільбоа вдалося мамелюцькому генералу Бейбарсу перемогти у Битві при Айн-Джалуті та зупинити Близькосхідний похід монголів, а самому стати султаном Єгипту та Сирії.